# AlisCargo Airlines
AlisCargo Airlines ist eine italienische Frachtfluggesellschaft mit Sitz und Basis am Flughafen Mailand-Malpensa. Die Gesellschaft bietet neben Frachtflügen auch ACMI-Leasing an.

## Geschichte
Im Jahre  2008 gründete Air-Dolomiti-Gründer Alcide Leali die Frachtfluggesellschaft Alis Aerolinee Italiane. Sie trat aber nicht unter eigenem Namen auf, sondern kaufte die angeschlagene Cargoitalia und Vermögenswerte der in Konkurs befindlichen Frachtabteilung von Alitalia. 2011 gaben Alis und ihre Tochter Cargoitalia auf. Hinter der neuen AlisCargo steckt wieder Alcide Leali. Alcide Leali gründete auch die Air Dolomiti.
Die neue Fluggesellschaft erhielt ihr AOC am 21. Juli und ihr erster kommerzieller Flug fand zwischen Mailand-Malpensa und Jinan am 18. August mit einer B777-200 in einer Preighter-Konfiguration statt. Im Juli 2021 unterzeichnete AlisCargo Airlines eine Partnerschaft mit China Eastern Airlines. Die erste Phase der Allianz sieht Flugverbindungen zwischen dem Mailänder Flughafen Malpensa und Jinan Yaoqiang vor.
Die italienische Luftfahrtbehörde Enac hat die Betriebslizenz der Fluggesellschaft per 27. Dezember 2022 suspendiert.
Im August 2023 übernahm MSC Cruises über ihre Tochtergesellschaft MSC Air Cargo einen Mehrheitsanteil an der Fluggesellschaft. Bis 2024 soll der Anteil auf 100 % erhöht werden.

## Flugziele
AlisCargo fliegt nach Tokio-Narita, Hongkong, Mumbai, São Paulo, Lüttich und New York.

## Flotte

### Aktuelle Flotte
Die Flotte besteht mit Stand Juli 2024 aus einem Flugzeug mit einem Alter von 0,2 Jahren:
| Flugzeugtyp | aktiv | bestellt | Anmerkungen |
| ----------- | ----- | -------- | ----------- |
| Boeing 777F | 1     |          |             |
| Gesamt      | 1     | –        |             |

### Ehemalige Flugzeugtypen
- Boeing 777-200ER